# Ганзак (Атропатена)
Ганза́к, также Газака (перс.  گنزک‎ Ganzak; греч. Γάζακα Gazaka; лат. Gaza, Gazaca, Ganzaga; араб. جنزک, جنزا‎ Janzak, Janzā, арм. Գանձակ Շահաստան  Gandzak Shahastan) — древний город на северо-западе Ирана, к юго-востоку от оз. Урмия (современный северо-запад Ирана). В армянских источниках, чтобы отличать от одноимённого города в восточной Армении, его называли Гандзак Шахастан.

Ганзак в I веке до н. э.

Город находился в северной части Мидии. С 323 года до н. э. являлся столицей (административным центром) Атропатены. В то же время не исключено, что Ганзак находился на месте главного зороастрийского святилища Адур-Гушнасп, которое располагается в 25 км к северо-востоку от Текаба, сейчас его развалины называются Техте-Сулейман.